# Cesta do Ameriky
Cesta do Ameriky (anglicky Coming to America) je americký film z roku 1988, jde o romantickou situační komedii režiséra Johna Landise s Eddiem Murphym v hlavní roli. Film má pokračování, Cestu do Ameriky 2.

## Děj
Akeem (Eddie Murphy) je korunní princ a jediný potomek krále Jaffe Joffera a královny Aoleon ve fiktivní africké zemi Zamunda. Od narození žije ve velkém přepychu a v bohatství. Jeho rodiče mu obstarávají vše, nač si vzpomene, a to včetně jeho budoucí manželky a královny. To však Akeemovi nevyhovuje. Vydá se proto do Ameriky, nejen na zkušenou, ale především zde najít nevěstu podle svého vlastního gusta. Usadí se společně se svým druhem Semmim (Arsenio Hall) v New Yorku v Queensu ve starém a nevzhledném domě, v jehož přízemí sídlí pánské holičství a kadeřnictví. Nevěstu hledá nejprve v ubytovacích a občerstvovacích podnicích nevalné pověsti a kvality, což ale nevede k žádoucímu výsledku. Nakonec si od místních lidí nechá poradit, že s běžnou americkou dívkou se může seznámit na místní dobročinné akci. Zde se seznámí s rodinou pana McDowella (John Amos), zejména s jeho dvěma dcerami Lisou (Shari Headley) a Patricií (Allison Dean). Aby získal pozornost své vyvolené, nechá se s Semmim inkognito zaměstnat v restauraci u pana McDowella, aniž by prozradil, kým je. Se sympatickou dívkou Lisou, která zde také pracuje, se nakonec seznámí, a i velmi sblíží. Krize propukne v okamžiku, kdy do USA přijedou oba Akeemovy rodiče a celá věc se provalí. Lisa Akeemovi uteče a nechce s ním mít nic společného. Rodičům se však podaří tento nesvár nakonec urovnat a vše skončí happyendem a královskou svatbou.

## Základní údaje
- premiéra: 29. června 1988
- režie: John Landis
- scénář: Barry W. Blaustein, David Sheffield
- kamera: Sol Negrin, Woody Omens
- hudba: Nile Rodgers
- délka: 116 minut

## Hrají
- Eddie Murphy (princ Akeem / Clarence / Randy Watson / Saul)
- Arsenio Hall (Semmi / extrémně ošklivá dívka / Morris / reverend Brown)
- James Earl Jones (král Jaffe Joffer)
- John Amos (Cleo McDowell – otec Lisy a Patrice)
- Madge Sinclair (královna Aoleon)
- Shari Headley (Lisa McDowell)
- Allison Dean (Patrice McDowell)
- Eriq La Salle (Derryl Jenks)
- Samuel L. Jackson (lupič ve fast-foodu)
- Vanessa Bell Calloway (nevěsta Imam)
- Elaine Kagan (paní z pošty u telegramů)
- Calvin Lockhart (plukovník Izzi)